# ميغيل فارغاس
ميغيل فارغاس (بالإسبانية: Miguel Vargas)‏ (15 يونيو 1996 بسانتياغو في تشيلي - ) هو لاعب كرة قدم تشيلي في مركز حراسة المرمى. شارك مع منتخب تشيلي تحت 20 سنة لكرة القدم. أما مع النوادي، فقد لعب مع نادي أونيفرسيداد كاتوليكا.

## وصلات خارجية
- ميغيل فارغاس على موقع قاعدة بيانات كرة القدم.إي يو (الإنجليزية)
- ميغيل فارغاس على موقع Soccerway.com (الإنجليزية)
- ميغيل فارغاس على موقع AS.com (الإسبانية)